# Karl Christian von Langsdorf

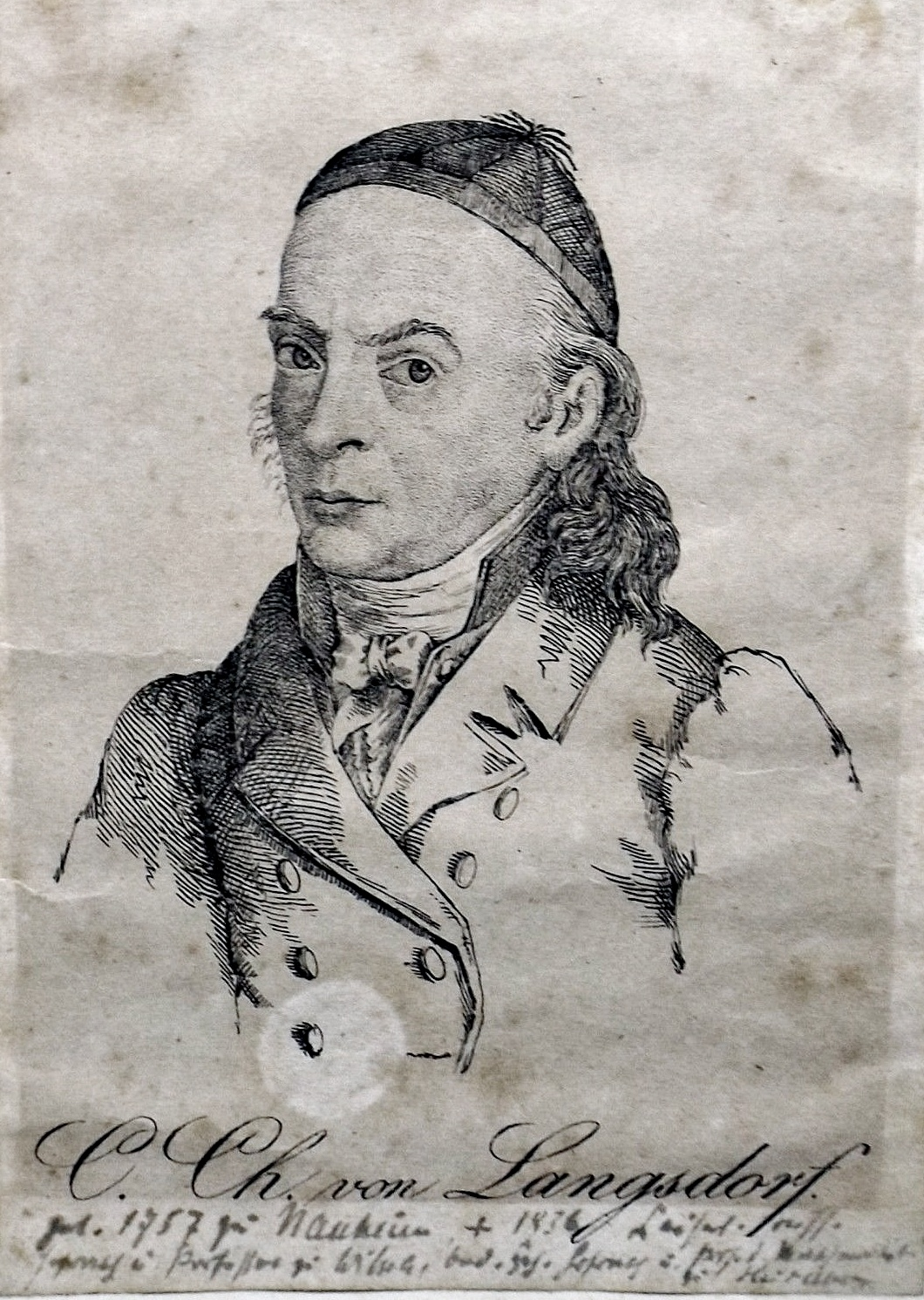
Karl Christian von Langsdorf

Karl Christian Langsdorf, ab 1806 von Langsdorf (auch Carl Christian von Langsdorff; * 18. Mai 1757 in Nauheim; † 10. Juni 1834 in Heidelberg) war ein deutscher Mathematiker, Geologe, Naturforscher und Techniker.

## Herkunft
Langsdorf wurde am 18. Mai 1757 als Sohn des Salinen-Archivars und landgräflichen Hessen-Kasselischen Rentmeisters (Salzwerk zu Nauheim) Georg Melchior Langsdorff (* 25. Februar 1713 in Wetzlar; † 19. April 1767) und Maria Margarethe Koch (verw. Möller) geboren. Sein Zwillingsbruder hieß Daniel Isaak. Johann Wilhelm Langsdorf (1745–1827) war sein Bruder.

## Leben
Nach Abschluss des Gymnasiums in Idstein 1773 studierte er von 1774 bis Herbst 1776 in Göttingen Philosophie, Rechtswissenschaft und Mathematik u. a. bei Abraham Gotthelf Kästner und danach bis 1777 an der Universität Gießen. Ostern 1777 arbeitete er als Praktikant an der Saline Salzhausen. Im Anschluss daran widmete er sich in Nidda dem Studium der Salinen. 1781 wurde er in Erfurt zum Dr. phil. promoviert.
Im Sommersemester 1781 lehrte er als Privatdozent in Gießen. Er entschied sich unter anderem aus gesundheitlichen Gründen dann aber doch nicht für die akademische Laufbahn, sondern für eine Karriere in der Verwaltung und wurde Rentmeister und Landrichter in Mülheim an der Ruhr. Danach war er ab 1784 als Salineninspektor in Gerabronn tätig, welches damals zur Markgrafschaft Ansbach gehörte. Johann Gottfried Tulla erhielt von 1792 bis 1794 eine Ausbildung bei Langsdorf in Gerabronn.
1797 wurde er zum korrespondierenden Mitglied der Göttinger Akademie der Wissenschaften gewählt. 1798 erhielt er eine ordentliche Professur für Maschinenkunde in Erlangen. Er lehrte dort bis 1804 und unterzog in dieser Zeit den damals 15-jährigen Georg Simon Ohm, der zusammen mit seinem jüngeren Bruder vom Vater in der Mathematik unterrichtet worden war, einer gründlichen Prüfung seiner mathematischen Kenntnisse.
Den Ruf der Universität Heidelberg im Jahr 1803 lehnte er ab und entschied sich für das Angebot, an der Universität Wilna Mathematik und Technologie zu lehren. Im Russischen Kaiserreich wurden er und seine Familie in den erblichen Adelsstand erhoben. 1806 kehrte er mit dem russischen Adelsprädikats „von“ zurück und wurde (unter anderem mit Unterstützung seines älteren Bruders Gottlieb, Landvogt von Dilsberg) Ordinarius in Heidelberg. Dort gab er die Heidelbergischen Jahrbücher der Literatur für Mathematik, Physik und Kameralwissenschaften heraus, worin er u. a. Goethes Farbenlehre verriss. Die Schreibmaschine des Zweiraderfinders Karl Drais begutachtete er 1833 für das großherzoglich badische Innenministerium.
Am 5. Juli 1804 wurde er mit dem Beinamen Archimedes VII. zum Mitglied (Matrikel-Nr. 1028) der Leopoldina gewählt. Die mathematisch-physikalische Klasse der Bayerischen Akademie der Wissenschaften nahm ihn 1808 als auswärtiges Mitglied in ihren Reihen auf.
Langsdorf befasste sich mit großem Interesse auch mit theologischen Fragen und publizierte zu diesem Thema mehrere Werke.
Sein Bruder Johann Wilhelm machte sich auf dem Gebiet der Salinenkunde als Fachmann einen Namen.
Karl Christian von Langsdorf erhielt einen Brief vom großherzoglich badischen Gefällverwalter Willmann aus Bad Dürrheim, der ihm von der Theorie eines damals bereits verstorbenen Villinger Hobby-Geologen erzählte, dass es in Dürrheim nicht nur Gips, sondern auch ein Salzvorkommen gäbe. Nachdem von Langsdorf bei der Regierung vorstellig geworden war, sandte er seinen Sohn Gustav Langsdorf vor Ort, der zusammen mit dem Bergrat K. J. Selb die Bohrungen in Dürrheim koordinierte, bei denen in der Nacht auf den 26. Februar 1822 tatsächlich Salz gefunden wurde.

## Familie
Er heiratete 1781 seine Cousine Elisabeth Langsdorf (1761–1818), eine Tochter des Gießener Archivrats Carl Wilhelm Langsdorf (1731–1809) und der Marie Juliane Schieffer. Das Paar hatte 8 Söhne und 4 Töchter, darunter:
- Daniel Tobias (* 2. September 1796; † 4. April 1871),  Pfarrer in Hoffenheim, später Kirchenrat ⚭ 1818 Karoline Burger (* 15. Oktober 1793; † 6. März 1880)
- Gustav (1803–1847), Professor der Berg- u. Salinenkunde beim Bergingineur-Korps in St. Petersburg ⚭ Marie Brömme, Eltern von Karl von Langsdorff (1834–1912)[6]
- Lisette ⚭ Johann Anton Schmidtmüller (1776–1809), Professor der Geburtshilfe in Landshut
- Johanna Caroline (* 18. August 1789; † 10. Oktober 1828)  ⚭ Ludwig Wallrad Medicus (1771–1850), Professor der Land- u. Forstwirtschaft in München, Eltern von Friedrich Medicus
- Karl, Pfarrer in Fliersbach

Nach ihrem Tod heiratete er 1818 Elisabeth Mayer (1758–1822), die Witwe des Bergrats und Kammerdirektors Johann Georg Glenck († 1802). Carl Christian Friedrich Glenck wurde dadurch sein Stiefsohn. Seine Frau war die Tochter des Georg Hartmann Mayer (1719–1798), dieser war Pfarrer und als Gipsapostel ein bekannter Förderer der Landwirtschaft. Nachdem auch seine zweite Frau gestorben war, heiratete er 1822 in Heidelberg Louise Friedrike von Wogau (1777–1832), die Witwe des Professors Carl Philipp Christoph Heinrich Eschenmayer (1763–1820). Als auch sie verstarb, heiratete er 1832 in Heidelberg seine vierte und letzte Frau Elisabeth Schweickhard (1779–1858).

## Werke
(Auswahl)
- Vollständige auf Theorie und Erfahrung gegründete Anleitung zur Salzwerkskunde, 1784
- Erläuterungen der Kästnerschen Analysis endlicher Größen, 1776–1777
- Drey oekonomisch-physikalisch-mathematische Abhandlungen, 1785
- Physisch-mathematische Abhandlungen über Gegenstände der Wärmelehre, 1796
- Handbuch der Maschinenlehre für Praktiker und akademische Lehrer, 1797
- Lehrbuch der Hydraulik mit beständiger Rücksicht auf die Erfahrung, 1794–1796
- Der Strumpfwirkerstuhl und sein Gebrauch, 1805
- Erläuterung höchstwichtiger Lehren der Technologie, 1807
- Principia calculi differentialis a fundamentis novis iisque solidioribus deducta (= Neue und gründlichere Darstellung der Prinzipien der Differentialrechnung), 1807
- Über Newtons, Eulers, Kästners und Konsorten Pfuschereien in der Mathematik, 1807
- Arithmetische Abhandlungen über juristische, staats- und forstwirthschaftliche Fragen, Mortalität, Bevölkerung und chronologische Bestimmungen, 1810
- Neue leichtfassliche Anleitung zur Salzwerkskunde mit vorzüglicher Rücksicht auf Halurgische Geognosie und auf die zweckmässigsten Anstalten zur Gewinnung reicherer Soolquellen, 1824